# 全称命題
全称命題（ぜんしょうめいだい、英：universal proposition）とは、一つの集合を構成する全ての項について、ある性質を肯定する命題である。これは命題なので真理値を常に持つ。
例えば、「全ての犬はいずれ死ぬ」という命題と「全ての牛は空を飛ぶ」という命題はどちらも全称命題であり、前者は真であり後者は偽である。全称命題は、存在命題の否定と論理的に等値である。それゆえ、「全ての牛は空を飛ぶ」という命題を主張することは、「少なくとも一頭は空を飛べない牛がいる」という命題を否定することと等値である。
述語P(x)に対して、述語の変数を集合Uを変域にする自由変数xの全てと考えたとき、集合Uに関して全称命題がつくられる。∀x∈U(P(x))と表す。「バラは赤い」は、Uを「バラ」の集合、P(x)を「xは赤い」と考えるとこの記号で表せる。ただし、Q(x)を「xはバラである」として、∀xQ(x)→P(x)とする場合もある。この場合、解釈の領域を、例えば「花」などにする必要がある。
ただし、ヒューム的な因果に関する懐疑論の線に従えば、真となる全称命題は唯一、アプリオリに存在し定義から導き出される種類の命題（「全ての犬は哺乳類である」など）に限られる。アポステリオリに、すなわち世界についての経験から導き出される命題（「全ての犬は4本足をもって生まれてくる」など）は決して真として確証されることはなく、差し当たり真とされている（反証可能である）、というものである。